# Slow fashion

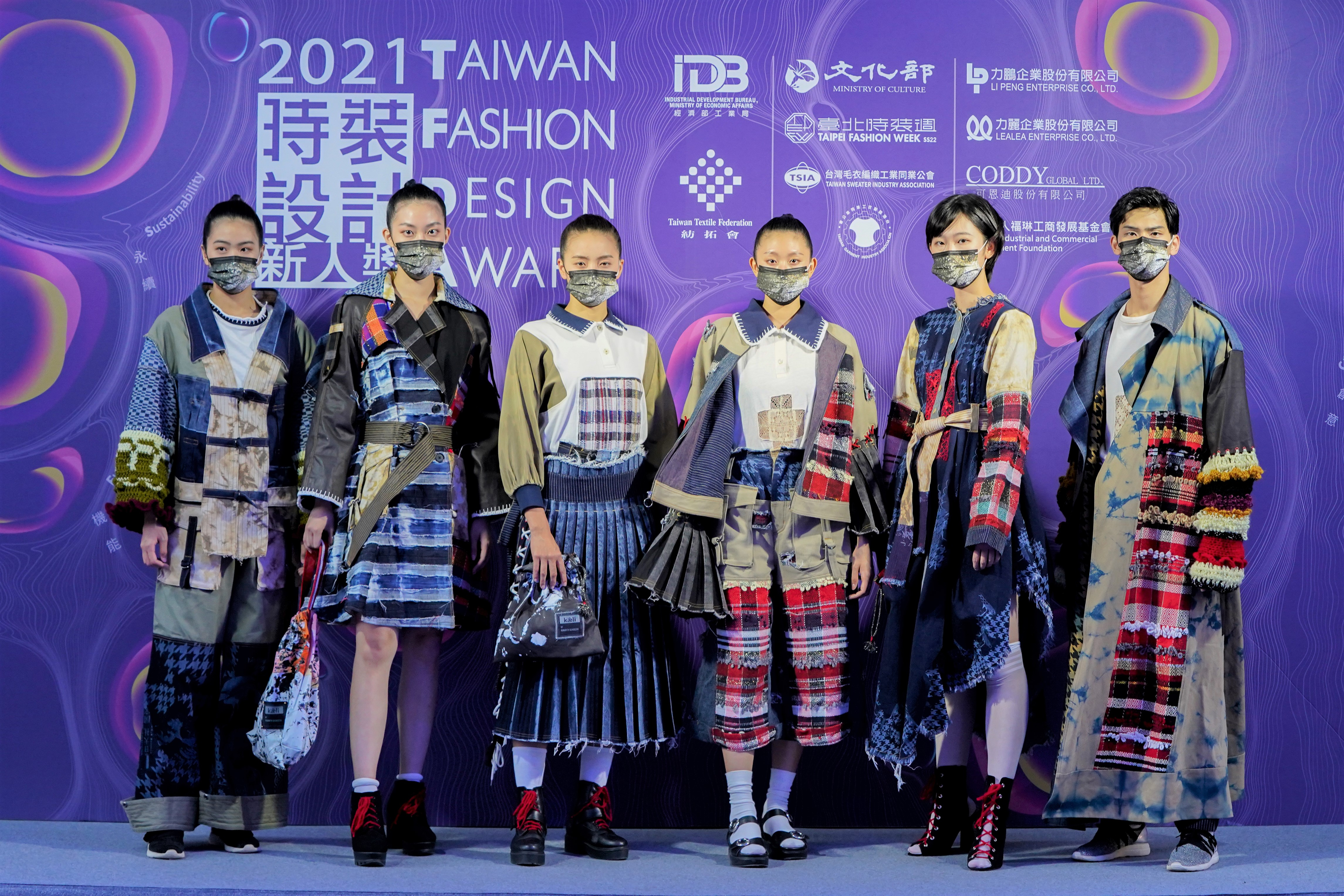
Collection de la créatrice qui a incorporé son héritage sri-lankais et plusieurs techniques durables de l'ancienne culture sri-lankaise pour soutenir la slow fashion et produire des vêtements respectueux de l'environnement, Taiwan Fashion Show Award 2021.

La slow fashion est un concept opposé à la fast fashion qui fait partie du mouvement doux qui préconise une fabrication respectueuse de l'environnement, des animaux et des personnes qui travaillent sur la chaine de production. En tant que telle, contrairement aux pratiques de la mode industrielle, la slow fashion implique les artisans locaux et l'utilisation de matériaux respectueux de l'environnement, dans le but de préserver l'artisanat et l'environnement et, en fin de compte, de fournir de la valeur aux consommateurs et aux producteurs.

## Histoire
En mars 1990, le New York Times et Vogue publient des articles sur la tendance environnementale dans le monde de la mode. Au cours de l'été 1990, la styliste britannique Katharine Hamnett, souvent reconnue comme l'une des premières à combiner l'activisme environnemental et la mode, prononce un discours sur les impacts environnementaux de la mode aux Nations unies. En 1995, Giorgio Armani commence à utiliser le chanvre dans sa collection Emporio Armani. En 2001, Natalie Chanin lance le Projet Alabama, une collection de 200 T-shirts cousus à la main produits localement qui a été bien accueilli à la Semaine de la mode de New York. La même année, Stella McCartney a lancé sa propre ligne, appliquant des politiques respectueuses des animaux (pas de cuir, pas de fourrure).
L'idée de la Slow fashion s'est répandue après qu'Elizabeth L. Cline a publié Overdressed: The Shockingly High Cost of Cheap Clothing et a fait prendre conscience des inconvénients de l'industrie de la mode rapide. Le terme a été utilisé sur les blogs et sur Internet. Cependant, le terme « slow clothes movement » a été inventé par Angela Murrills, écrivaine de mode pour Georgia Straight, un magazine d'actualités en ligne basé à Vancouver.
Le mouvement de la Slow fashion a été étudié par Kate Fletcher, chercheuse, consultante et militante du design, et auteur de Sustainable Fashion and Textiles. Elle a inventé l'expression « Slow fashion » dans un article publié en 2007 dans The Ecologist, où elle comparait l'industrie de la mode éco / durable / éthique au mouvement de la slow food. Le concept de Slow fashion emprunte beaucoup au mouvement Slow Food fondé par Carlo Petrini en Italie en 1986.
Ces dernières années, des entreprises ont déclenché des révolutions contre la mode rapide, telles que les campagnes Fashion Revolution Day et Second Hand September. Cela a conduit de grands détaillants de fast fashion tels Zara ou H&M à s'engager ou à lancer une ligne de vêtements dédiée aux vêtements durables.

## Principes

### Définition
La slow fashion est un moyen « d'identifier des solutions de mode durables, en élaborant de nouvelles stratégies de conception, de production, de consommation, d'utilisation et de réutilisation, qui émergent aux côtés du système de mode mondial et qui posent un défi potentiel ».
La slow fashion est une alternative de la fast fashion dans le sens où elle favorise un mode de vie et de consommation plus éthique et durable. Elle englobe toute la gamme des mouvements « durable », « éco », « vert » et « éthique ». Ce mouvement est un autre modèle économique qui vise à la fois à ralentir le consumérisme et à respecter l'environnement et l'éthique.
Certains éléments que la philosophie de la Slow fashion inclut : l'achat de vêtements vintage, la refonte de vieux vêtements, les achats auprès de petits producteurs, la fabrication de vêtements et d'accessoires à la maison et l'achat de vêtements qui durent plus longtemps, l'utilisation de matériaux durables. De nouvelles idées et innovations de produits redéfinissent constamment la mode lente, de sorte que l'utilisation d'une définition statique unique ignorerait la nature évolutive du concept.

### Slow fashion vs fast fashion
Pendant longtemps, le concept a été défini comme une opposition à la mode rapide. Contrairement à la fast fashion, la production de vêtement slow fashion garantit une fabrication de qualité pour allonger la durée de vie du vêtement. Développer un vêtement avec un lien culturel et émotionnel est également pertinent pour l'objectif de la Slow fashion : les consommateurs conserveront un article vestimentaire plus d'une saison s'ils se sentent liés émotionnellement ou culturellement à l'article vestimentaire. Afin de limiter l'empreinte carbone de la mode, la slow fashion vise à recycler des matériaux existants au lieu d'en fabriquer des nouveaux. Une fiscalité en est aux premiers stades de développement afin de dissuader les entreprises de mode d'acheter ou de produire des matériaux qui ne sont pas fabriqués avec des matériaux recyclés, organiques ou réutilisés.
Il existe également un principe important vers une plus grande transparence des entreprises. De nombreuses entreprises de mode durable révèlent le processus de fabrication de leurs vêtements et de leurs créations, aidant les acheteurs à prendre des décisions d'achat plus conscientes. Une nouvelle tendance s'est développée vers des achats plus conscients, ainsi, de nombreuses entreprises attirent de nouveaux consommateurs grâce à leurs processus respectueux de l'environnement.
La slow fashion est définie comme un changement social dans le monde de la mode, qui vise à appliquer des principes éthiques et équitables dans la production de vêtements par souci environnemental, tout en assurant des meilleures conditions de travail aux producteurs et fournisseurs de l’industrie. En effet, ce terme se réfère aussi bien à la fabrication qu’à la consommation d’articles de mode raisonnés et raisonnables et vient en réponse à la fast fashion, si bien que le principe de la slow fashion est de diminuer la surproduction de vêtements. La fast fashion, quant à elle, se définit par une surproduction fréquente de morceaux de plus basse qualité. Les magasins de fast fashion se retrouvent généralement avec une énorme quantité de vêtements invendus qui devront alors être détruits.

### Consommateurs en France
Le mouvement de la slow fashion est encore peu connu en France. Une majorité des français ne connaissent pas le terme « Slow fashion ». Pourtant, une partie d'entre eux ont déjà limité leurs achats vestimentaires pour des raisons écologiques et/ou éthiques. Cette tendance va probablement s'étendre car 22% de Français n’ont pas encore adopté la slow fashion mais l’envisagent fortement.[source insuffisante].

## Marketing
La slow fashion a ses propres stratégies de marketing car elle cible un certain type de consommateurs. Contrairement aux consommateurs de mode rapide, les consommateurs de la slow fashion attendent des vêtements classiques et intemporels, accordant de l'importance à la polyvalence, à un faible entretien et à une qualité supérieure.
Les stratégies de marketing concernant la slow fashion tournent souvent autour d'une consommation plus consciente, concentrant la publicité sur les aspects écologiquement et socialement durables des vêtements. Les entreprises utilisent plusieurs stratégies afin d'être moins gaspilleuses que les autres marques de mode rapide : 
- changer leurs lignes de vêtements moins souvent ;
- produire et stocker moins d'articles ;
- prêter attention au matériel qu'ils utilisent ;
- assurer des méthodes de production éthiques et non exploitantes.

La slow fashion est également souvent associée aux friperies, dans la mesure où les friperies donnent une deuxième vie à des vêtements déjà fabriqués.

## Économie mondiale
L'économie mondiale est orientée vers le marché. Cela signifie que les consommateurs sont encouragés à toujours acheter plus et les producteurs sont encouragés à toujours produire plus. Ces deux aspects se développent mutuellement. Le modèle économique actuel est mondial car le processus de production est réparti dans le monde entier pour maximiser l'efficacité et les profits. La slow fashion est plus lente, locale et se veut axée sur la qualité. Par conséquent, selon certains, elle ne s'intègre pas bien dans le modèle de l' économie mondiale.Plusieurs articles remettent en question la longévité de la slow fashion dans une société de marché,.

### Production
Dans la slow fashion, chaque acteur est encouragé à produire localement, c'est-à-dire en utilisant la main-d'œuvre et les ressources locales. La qualité est choisie plutôt que la quantité, ce qui signifie que la slow fashion refuse d'exploiter les ressources ou les travailleurs. Les chaînes de production sont aussi transparentes que possible. Cela redéfinit la hiérarchie entre les concepteurs, les consommateurs et les producteurs. La mode est connue pour être dirigée par des tendances qui vont et viennent rapidement, ce qui encourage la consommation. Dans la slow fashion, les produits finaux proposés aux clients sont conçus pour durer plus longtemps et être intemporels.
La slow fashion est très locale et utilise des matériaux et tissus équitables de qualité. Son coût de production est alors plus élevé et elle ne peut pas produire autant en quantité que la fast fashion. Ainsi, elle ne peut rivaliser avec les produits de masse de la mode rapide qui utilisent une main-d'œuvre et des ressources bon marché pour maximiser les profits.
Le processus de la slow fashion est plus transparent, il y a moins d'intermédiation et une plus grande valeur culturelle et matérielle pour le consommateur. C'est l'un des moyens présentés par Clarke[Qui ?] pour répondre à la question de savoir comment la mode lente peut s'intégrer dans le modèle économique actuel. Une taxe sur l'empreinte carbone a également été mise en place sur les chaînes d'approvisionnement de la mode pour encourager l'utilisation de l'offre locale. L'effet de ces mesures a été limité.

### Prix
Le prix des vêtements de la slow fashion varie beaucoup. Étant donné que la définition est large, une robe d'occasion d'une friperie d'une valeur de cinq dollars et une robe de créateur coûtant 700 dollars peuvent toutes deux être considérées comme faisant partie de la slow fashion.
Le système économique actuel se concentre sur la croissance économique et la quantité vendue. Cependant, la recherche a montré que davantage de paramètres devraient être inclus en raison d'une conscience sociale croissante. Les gens ont dit qu'ils étaient prêts à payer plus cher pour les vêtements quand ils savent qu'ils ont été fabriqués de manière durable.

## Impact
Le mouvement de slow fashion, qui fait partie du plus grand objectif de la mode durable et d'un monde plus propre, gagne en force, stimulé par des préoccupations environnementales croissantes. En 2018, un tiers des consommateurs de mode achetaient des vêtements une fois par mois, soit une baisse de 37 % par rapport à 2016, tandis que ceux achetant des vêtements tous les deux ou trois mois ou moins passaient de 64 % à 67 %, selon le cabinet d'études de marché Mintel.
Après la sortie du documentaire « The True Cost » et « River Blue », l'attention a été attirée sur les entreprises qui abusent de la fast fashion. Malgré le mouvement de propagation, H&M a réalisé un chiffre d'affaires de 25 milliards de dollars au cours de l'année 2016. Cependant, comme le mouvement a gagné en popularité, l'image de marque de H&M a subi une dévaluation symbolique, entraînant une baisse des ventes.
La propagation du mouvement a bouleversé deux géants de la fast fashion, Zara et H&M, qui ont changé de narration pour devenir des défenseurs des pratiques de mode éthiques. Avec des collections destinées à des modes durables, les deux sociétés se sont tournées vers des pratiques plus éthiques. En raison de l'audience que le mouvement slow fashion a accumulée, des organisations telles que la United States Fashion Industry Association ont consacré une partie de leur attention à la « conformité sociale et à la durabilité ».
Le changement social qu’apporte la slow fashion permet, d'après certains auteurs, aux gens de changer leurs idées et leur mentalité pour ensuite changer leur rythme de consommation. La slow fashion permet de comprendre l’importance de réduire les collections sorties chaque saison pour réduire la pollution. L'engagement des consommateurs constitue en soi une initiative essentielle de leur part pour qu'ils changent leurs habitudes de consommation. C'est ainsi que les industries vont pouvoir, à leur tour, ralentir le rythme de production qu’ils suivent.

## Critiques
Les critiques ont dénoncé certaines marques qui prétendaient s'efforcer de suivre les principes de la slow fashion. Par exemple, la marque suédoise H&M a été accusée de ne pas être durable lorsque des rapports ont découvert qu'elle brûlait ses vêtements invendus.

## Voir également
- Écoconception
- Vêtements durables